# Placówka Straży Granicznej w Białowieży
Placówka Straży Granicznej w Białowieży – graniczna jednostka organizacyjna polskiej straży granicznej realizująca zadania w ochronie granicy państwowej.
Placówkę SG w Białowieży utworzono 16 XI 1989 roku jako strażnicę WOP . 24 sierpnia 2005 roku funkcjonującą dotychczas strażnicę SG w Białowieży przemianowano na placówkę Straży Granicznej.

## Terytorialny zasięg działania
Placówka Straży Granicznej w Białowieży ochrania odcinek granicy państwowej z Republiką Białorusi o długości 25,790 km od znaku granicznego nr 1503 do znaku granicznego nr 1458 .
Linia rozgraniczenia:
1. z placówką Straży Granicznej w Dubiczach Cerkiewnych: wyłącznie znak graniczny nr 1458, wyłącznie ciek wodny Lesna i Chwiszczej, wyłącznie droga m. Bokówka, wyłącznie pkt 159,4, wyłącznie m. Orzeszkowo, wyłącznie m. Pasieczniki Duże, wył. pkt 157,5, dalej granica gmin Hajnówka i Czyze oraz Dubicze Cerkiewne i Orle[4] .
2. z placówką Straży Granicznej w Narewce: włącznie znak graniczny nr 1503, dalej granica gmin Narewka oraz Białowieża i Hajnówka[4] .

## Przejścia graniczne
- drogowe przejście graniczne Białowieża-Piererow

## Komendanci placówki[5]
- 1989 - 1991 mjr SG Stanisław Pacewicz
- 1991 - 1998 mjr SG Jerzy Kośko
- 1998 - 2009 mjr SG Anatol Czurak
- 2009 - 2012 ppłk SG Jan Talkowski
- 2012 - 2018 ppłk SG Marek Bielawski
- 2018 - 2019 mjr SG Cezary Nazarko
- 2019 - 2023 ppłk SG Marek Ziniewicz
- 2023 ppłk SG Mirosław Jakimuk